# Who Are You: Hakgjo 2015
Who Are You: Hakgjo 2015 (v korejském originále 후아유: 학교 2015, Huayu: Hakgyo 2015; anglicky Who Are You: School 2015) je jihokorejský televizní seriál z roku 2015, v němž hrají Kim So-hjon, Nam Ču-hjok a Juk Song-džä. Vysílán byl na KBS2 od 27. dubna do 16. června 2015 každé pondělí a úterý ve 22.00. Skládá se 16 epizod. Je to šesté pokračování seriálu Hakgjo, který měl premiéru v roce 1999.

## Obsazení
| Kim So-hjon  | I Ŭn-pi       |
| Nam Ču-hjok  | Han I-an      |
| Juk Song-džä | Kong Tä-gwang |